# Ouganda aux Jeux du Commonwealth
L’Ouganda participe aux Jeux du Commonwealth depuis les Jeux de 1954 à Vancouver. Le pays a remporté à ce jour quarante-neuf médailles, dont treize en or. La boxe est de loin la discipline sportive de prédilection des Ougandais aux Jeux : ils y ont obtenu trente-quatre médailles, dont huit en or. Leurs quinze autres médailles proviennent des épreuves d'athlétisme, presque exclusivement des épreuves de course de fond ou de demi-fond. Des concurrents ougandais ont néanmoins pris part à une large gamme d'épreuves, en badminton, cyclisme, haltérophilie, natation, rugby à sept (depuis 2006), squash (depuis 2010), tennis, tennis de table, tir à l'arc (Peter Bwire en 2010), et tir sportif. 
L'Ougandaise Docus Inzikuru détient le record des Jeux au 3 000 mètres steeple femmes, établi en 9 min 19 s 56 en 2006. 

## Médailles
Résultats par Jeux :
| Année | Médaille d'or | Médaille d'argent | Médaille de bronze | Total   | Rang    |
| ----- | ------------- | ----------------- | ------------------ | ------- | ------- |
| 1954  | 0             | 1                 | 0                  | 1       | 14e     |
| 1958  | 0             | 1                 | 0                  | 1       | 17e     |
| 1962  | 1             | 1                 | 4                  | 6       | 11e     |
| 1966  | 0             | 0                 | 3                  | 3       | 19e     |
| 1970  | 3             | 3                 | 1                  | 7       | 9e      |
| 1974  | 2             | 4                 | 3                  | 9       | 10e     |
| 1978  | absents       | absents           | absents            | absents | absents |
| 1982  | 0             | 3                 | 0                  | 3       | 18e     |
| 1986  | boycott       | boycott           | boycott            | boycott | boycott |
| 1990  | 2             | 0                 | 2                  | 4       | 11e     |
| 1994  | 0             | 0                 | 2                  | 4       | 24e     |
| 1998  | 0             | 0                 | 1                  | 1       | 32e     |
| 2002  | 0             | 2                 | 0                  | 2       | 30e     |
| 2006  | 2             | 0                 | 1                  | 3       | 15e     |
| 2010  | 2             | 0                 | 0                  | 2       | 18e     |
| 2014  | 1             | 0                 | 4                  | 5       | 18e     |
| Total | 13            | 15                | 21                 | 49      | 18e     |

Athlètes ayant remporté au moins trois médailles d'or aux Jeux :
| Nom           | Médailles d'or | Jeux       | Discipline | Épreuves                    |
| ------------- | -------------- | ---------- | ---------- | --------------------------- |
| Moses Kipsiro | trois          | 2010, 2014 | Athlétisme | 5 000 mètres, 10 000 mètres |